# 서울 개운사 팔상도
서울 개운사 팔상도(서울 開運寺 八相圖)는 대한민국 서울특별시 성북구 개운사에 있는 조선시대의 팔상도이다. 2006년 7월 6일 서울특별시의 유형문화재 제214호로 지정되었다.

## 개요
현재 개운사 대웅전의 정면 향좌측벽에 봉안되어 있는 팔상도로서, 1883년에 금어(金魚)인 대허 체훈(大虛 軆訓)과 금곡 영환(金谷 永煥), 한봉 창엽(漢峰 蒼曄)이 그린 것이다. 일반적으로 팔상도가 석가8상을 8폭으로 나누어 그리는데 비하여 이 팔상도는 장방형의 화면을 여덟 부분으로 나누어 석가팔상의 장면을 한 폭에 표현한 화면 분할식 구도를 보여준다. 화면은 4폭의 비단을 이어 만들었으며 유리를 끼워 봉안하고 있고, 보관상태는 양호한 편이나 변색으로 인하여 화면은 전체적으로 어두운 편이다.
이 불화는 19세기 후반 서울･경기지역을 중심으로 유행했던 화면 분할식 불화의 대표적인 작품으로, 한 화면을 여덟 장면으로 나누어 석가모니의 일생을 그린 것이다. 원 색의 남용과 일부 팔상장면의 생략, 화면 분할식 구도 등 18세기 팔상도의 전통을 계승하면서도 19세기 팔상도의 특징을 잘 보여주고 있는 작품으로서 서울 지역에 예가 많지 않은 팔상도 중 하나이다. 이와 함께 대허 체훈(大虛 軆訓), 금곡 영환(金谷 永煥), 한봉 창엽(漢峰 蒼曄) 등 19세기 후반 서울･경기지역 화승의 새로운 도상과 양식을 대표하는 작품이다.

## 참고 문헌
- 개운사 팔상도 - 국가유산청 국가유산포털